# HD40574
HD40574 — хімічно пекулярна зоря спектрального класу B8, що має видиму зоряну величину в смузі V приблизно  6,6.
Вона  розташована на відстані близько 1907,3 світлових років від Сонця.